# قانون الحفاظ على الآثار القديمة 1904
قانون الحفاظ على الآثار القديمة لعام 1904 (بالإنجليزية: The Ancient Monuments Preservation Act, 1904): هو قانون تم إقراره في 18 مارس 1904 من قبل رئاسات ومقاطعات الراج البريطاني في عهد جورج كرزون. من الملائم توفير الحماية للآثار القديمة، وذلك لممارسة الرقابة على الاتجار بالآثار. القانون يحافظ على الآثار الهندية القديمة ويرممها من خلال هيئة المسح الأثري في الهند.